# 尼姆法伊翁条约 (1261年)
《尼姆法伊翁条约》是尼西亚帝国与热那亚共和国于1261年3月在尼姆法伊翁（今凯末尔帕夏）签订的一项贸易和防御协定。这项条约对复国后的拜占庭帝国和热那亚共和国产生了重大影响，并决定了未来几个世纪的历史。

## 背景
1204年十字军第四次东征洗劫君士坦丁堡，逃出首都的流亡贵族以尼西亚为中心，在安纳托利亚半岛北部建立尼西亚帝国，成为拜占庭的继承国之一。之后尼西亚成功地保住对小亚细亚西海岸领土的控制，抵御了北方拉丁帝国和东部塞尔柱突厥人的侵扰。1214年的尼姆法伊翁条约签订后，尼西亚帝国得以逐渐蚕食拉丁帝国，并收复了先前拜占庭控制的大部分领土。到了1230年代末，拉丁帝国只余君士坦丁堡一城尚未丢失。然而纵观历史，若未能控制周围海域是无法攻破这座城市的。13世纪50年代末至60年代初，威尼斯仍然在博斯普鲁斯海峡维持着由30艘船只组成的大型巡逻队，以扼守海峡阻挡尼西亚人的进攻。尽管尼西亚舰队在这一历史时期相当庞大，曾夺回了几个爱琴海岛屿的控制权，还对君士坦丁堡构成了直接威胁， 但其仍然无法与和拉丁帝国结盟的威尼斯舰队相抗衡。 这一弱点在1235年，尼西亚与保加利亚对君士坦丁堡的联合围困中暴露无遗。当时封锁君士坦丁堡的尼西亚舰队（据称有100艘战船）被仅有其四分之一规模的威尼斯海军击败。1260年尼西亚对君士坦丁堡围困的再次失败也进一步证明未来对君士坦丁堡的任何攻击都需要一支强大的舰队。

## 条约

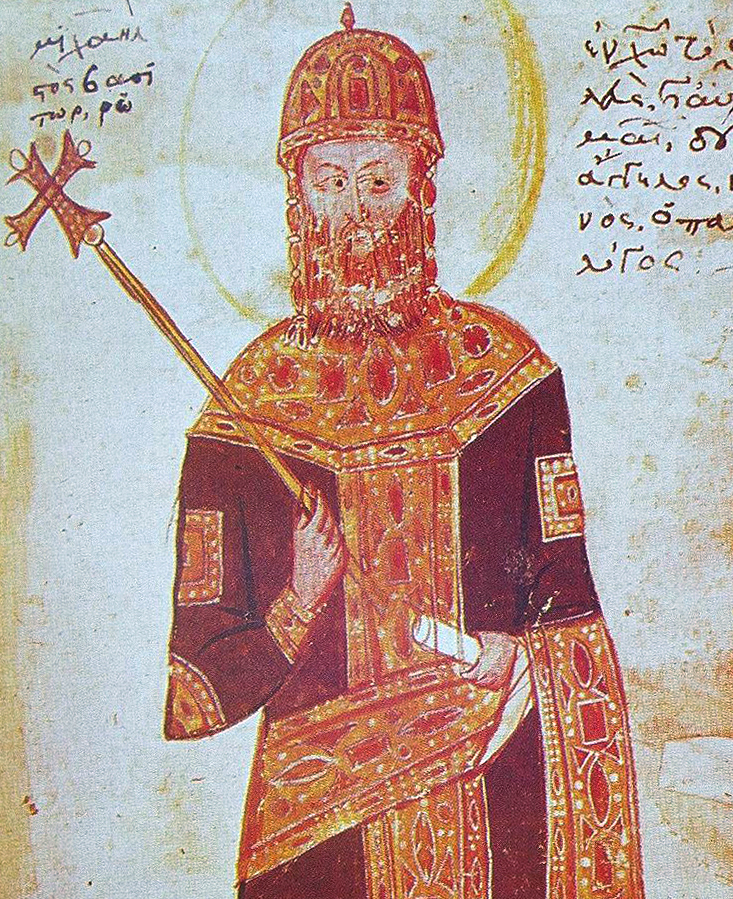
米海尔八世

海军力量的不足使新即位的尼西亚皇帝米海尔八世（1259-1282年在位）寻求与威尼斯的海洋与商业宿敌热那亚共和国结盟，而当时后者已参加针对威尼斯的圣萨巴斯战争。1261年3月13日，双方签署了一项贸易和防御协定，热那亚同意在战争中与尼西亚帝国结盟，并在尼西亚预计围攻君士坦丁堡期间提供多达五十艘船只的舰队，同时将立即提供十六艘船。此外条约还规定允许尼西亚从热那亚领土上购买马匹和武器，并许可热那亚臣民为尼西亚帝国服务。作为交换，热那亚商人将在拜占庭帝国获得税收和关税优惠，包括他们在君士坦丁堡对面金角湾海岸佩拉的贸易点，以及拜占庭境内的所有港口。签署《尼姆法伊翁条约》的目的与1082年的《拜占庭-威尼斯条约》非常类似，威尼斯也通过后者从拜占庭帝国获得了相当大的让步以被换取对抗诺曼人。 

## 结果
该条约签订后的短短数月，君士坦丁堡就于1261年7月25日被阿莱克修斯·斯特拉特格普洛斯意外收复，根本无需热那亚人的支援。因此《尼姆法伊翁条约》对于拜占庭来说几乎变得多余，米海尔八世开始着手建立本国的强大海军。然而，由于威尼斯和其他天主教国家继续对拜占庭帝国构成入侵威胁，该条约仅作微小修订，仍然维持有效。另一方面对于热那亚来说，这份条约影响重大，因为它将加拉塔（金角湾对面佩拉城外的热那亚商业区）转变成该地区的主要商业中心，为热那亚近东的商业帝国奠定了基础。然而，因为威胁到威尼斯在东方的贸易地位，这也使两国间产生了直接竞争。
长远来看，特别是在米海尔八世去世后，随着拜占庭帝国曾经享有的商业和海军霸权被热那亚和威尼斯取代，其逐步沦为了两国活动的囚徒。 

## 脚注
1. ↑  Shepherd 1911，第89頁.
2. 1 2  Norwich 1997.
3. 1 2 3  Ostrogorsky 1969.
4. ↑  Nicol 1988.
5. 1 2  Bartusis 1997.
6. 1 2  Ostrogorsky 1969.
7. ↑  Norwich 1997.